# Joris Helleputte

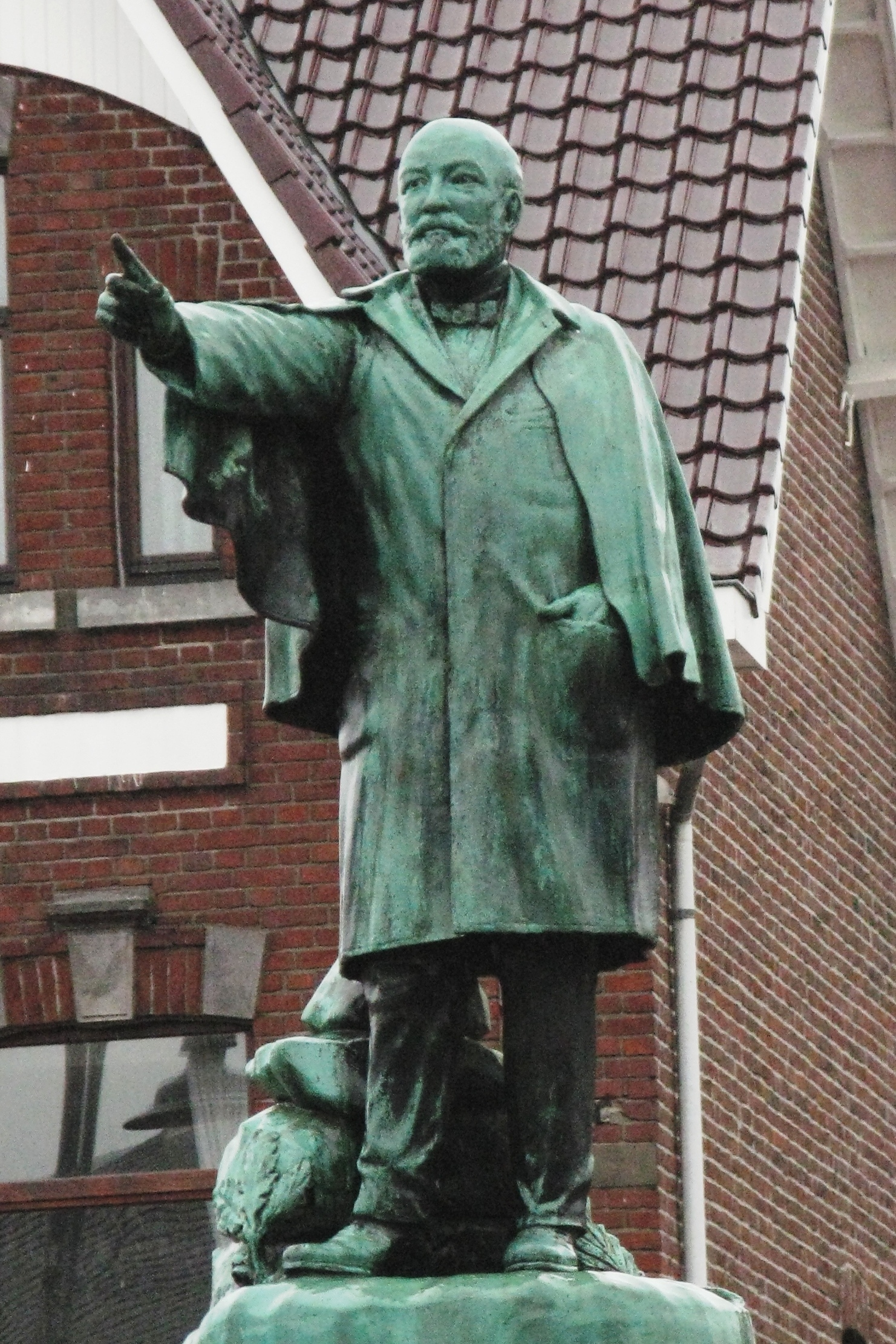
Denkmal von Joris Helleputte in Maaseik

Georges Augustin „Joris“ Helleputte (* 31. August 1852 in Gent; † 22. Februar 1925 in Löwen) war ein belgischer Architekt und Politiker der Katholischen Partei.

## Biografie
Helleputte war nach einem Studium zunächst Ingenieur für Brückenbau und danach als Architekt sowie Professor für Architektur an der Katholischen Universität Löwen tätig. 
Als Architekt war er überwiegend in Leuven tätig und schuf unter anderem das Justus Lipsius-College (1878), den Anatomiehörsaal im Vesalius-Institut, einen Festsaal für die Société Générale des Etudiants sowie die erste Planung für das Landwirtschaftswissenschaftliche Institut. Allerdings war er auch in anderen Teilen Belgiens tätig und plante unter anderem die Fassade der Kruisherenkerk in Diest. Sein architektonisches Werk stand dabei unter dem Einfluss von Jean-Baptiste Bethune.
Neben seiner Arbeit als Architekt engagierte er sich auch in der Katholischen Partei und wurde als deren Kandidat 1889 erstmals zum Mitglied der Abgeordnetenkammer gewählt und vertrat in dieser bis 1924 die Interessen des Arrondissements Maaseik.
Im Mai 1907 wurde er von Premierminister Jules de Trooz als Landwirtschaftsminister erstmals in eine Regierung berufen. In der anschließenden Regierung seines Schwagers Frans Schollaert war er von Januar 1908 bis 1910 zunächst Minister für Post, Eisenbahnen und Telegrafie. Nach einer Kabinettsumbildung übernahm er dann zwischen 1910 und Juni 1911 wieder das Amt des Landwirtschaftsministers sowie des Ministers für öffentliche Arbeiten.
Für seine Verdienste wurde ihm am 23. Februar 1912 der Ehrentitel eines Staatsministers verliehen.
In der Regierung von Premierminister Charles de Broqueville war er zuletzt von 1912 bis Juni 1918 wiederum Landwirtschaftsminister und Minister für öffentliche Arbeiten.
Helleputte war außerdem in zahlreichen anderen Organisationen tätig. 1890 war er Gründungsmitglied des Belgischen Bauernbundes (Belgische Boerenbond), dessen erster Vorsitzender er zwischen 1890 und 1925 war. 1898 wurde er außerdem Vorsitzender des unabhängigen flämischen Kulturbundes Davidsfonds. Außerdem gehörte er 1902 zu den Mitbegründern des Katholiek Vlaams Hoogstudenten Verbond.